# Casa natal de Artur Ramos
A Casa natal de Arthur Ramos está localizado na cidade de Pilar, no estado de Alagoas. Está tombado por causa de sua importância histórica, pois foi nesta casa que nasceu Arthur Ramos (1903-1949), importante antropólogo e psiquiatra brasileiro.

## Tombamento
A edificação está tombada pela Secretaria de Estado da Cultura SECULT-AL por meio do Decreto 25/04/88; Processo número: 32915; inserido no Livro do Tombo nº 2 - Edifícios e Monumentos Isolados.

## Histórico
Arthur de Araújo Pereira Ramos nasceu no município de Pilar no dia  7 de julho de 1903, filho do médico Manuel Ramos de Araújo e Ana Ramos. Passou parte de sua infância na casa nº 195 da rua Amazonas (hoje Av. Wenceslau Batista), completando seus estudos em Maceió, no Colégio São João e no Liceu Alagoano.

### Formação e atuação
Formou-se em Ciências Médicas Cirúrgicas após a defesa da tese Primitivo e loucura em 1926, trabalho que recebeu elogios de Sigmund Freud, e do psiquiatra suiço Paul Eugen Bleuler. Em 1928, fez o concurso para livre-docente de Clínica Psiquiátrica, da Faculdade de Medicina da Bahia, defendendo a tese A sordície nos alienados: ensaio de uma psicopatologia da imundice, trabalho também elogiado por Paul Eugen Bleuler.
Ganhou uma bolsa de estudos pela Fundação Guggenheim em 1941, para participar de mesas redondas e proferir palestras em grandes universidades norte-americanas. No Brasil, fundou a Sociedade Brasileira de Antropologia e Etnografia em 1941 e foi membro de diversas instituições científicas brasileiras, sendo responsável por escrever diversos artigos científicos.
Arthur Ramos veio a falecer em Paris, aos 46 anos de idade, vítima de um edema pulmonar, no dia 31 de outubro de 1949.